# FA Women's Super League 2021-2022
La FA Women's Super League 2021-2022, nota anche come Barclays FA Women's Super League 2021-2022 per ragioni di sponsorizzazione, è stata la dodicesima edizione, compresa quella indicata come spring series,  della massima divisione del campionato inglese femminile di calcio e la quarta dopo il rebranding del torneo e della struttura di vertice dei campionati nazionali. Il campionato è iniziato il 3 settembre 2021 e si è concluso l'8 maggio 2022. Il campionato è stato vinto dal Chelsea per la terza volta consecutiva, la quinta complessiva.

## Stagione

### Novità
Dalla FA WSL 2020-2021 è stato retrocesso in FA Women's Championship il Bristol City, mentre dalla Championship 2020-2021 è stato promosso il Leicester City mantenendo l'organico a dodici squadre come nel precedente campionato.

### Formula
Le 12 squadre si affrontano in un girone all'italiana con partite di andata e di ritorno, per un totale di 22 giornate. La squadra prima classificata è campione d'Inghilterra. Le prime due classificate sono ammesse alla UEFA Women's Champions League 2022-2023 mentre l'ultima retrocede in FA Women's Championship.

### Avvenimenti
Prima dell'inizio della stagione due squadre hanno deciso di cambiare lo stadio dove disputare le partite interne: il Birmingham City si è trasferito dal Damson Park al St Andrew's, sede dell'affiliata maschile della squadra sin dalla sua costruzione nel 1906. Il Leicester City si è preparato per la sua prima stagione WSL trasferendosi allo stadio principale del club maschile, il Leicester City Stadium, con il Pirelli Stadium, sede del Burton Albion, che funge da impianto di riserva quando le partite si sovrappongono a quelle della squadra maschile di Leicester.

## Squadre partecipanti
| Club              | Stagione | Città           | Stadio                             | Stagione precedente                 |
| ----------------- | -------- | --------------- | ---------------------------------- | ----------------------------------- |
| Arsenal           | dettagli | Londra          | Meadow Park (Borehamwood)          | 3º posto in FA WSL                  |
| Aston Villa       | dettagli | Birmingham      | Bescot Stadium (Walsall)           | 10º posto in FA WSL                 |
| Birmingham City   | dettagli | Birmingham      | St Andrew's                        | 11º posto in FA WSL                 |
| Brighton & Hove   | dettagli | Brighton & Hove | Broadfield Stadium (Crawley)       | 6º posto in FA WSL                  |
| Chelsea           | dettagli | Londra          | Kingsmeadow (Kingston upon Thames) | 1º posto in FA WSL                  |
| Everton           | dettagli | Liverpool       | Walton Hall Park                   | 5º posto in FA WSL                  |
| Leicester City    | dettagli | Leicester       | Leicester City Stadium             | 1º posto in FA Women's Championship |
| Manchester City   | dettagli | Manchester      | Manchester City Academy Stadium    | 2º posto in FA WSL                  |
| Manchester United | dettagli | Manchester      | Leigh Sports Village (Leigh)       | 4º posto in FA WSL                  |
| Reading           | dettagli | Reading         | Madejski Stadium                   | 7º posto in FA WSL                  |
| Tottenham         | dettagli | Londra          | The Hive Stadium                   | 8º posto in FA WSL                  |
| West Ham          | dettagli | Londra          | Victoria Road (Dagenham)           | 9º posto in FA WSL                  |

## Classifica finale
|  | Pos. | Squadra           | Pt | G  | V  | N | P  | GF | GS | DR  |
|  | ---- | ----------------- | -- | -- | -- | - | -- | -- | -- | --- |
|  | 1.   | Chelsea           | 56 | 22 | 18 | 2 | 2  | 62 | 11 | +51 |
|  | 2.   | Arsenal           | 55 | 22 | 17 | 4 | 1  | 65 | 10 | +55 |
|  | 3.   | Manchester City   | 47 | 22 | 15 | 2 | 5  | 60 | 22 | +38 |
|  | 4.   | Manchester United | 42 | 22 | 12 | 6 | 4  | 45 | 22 | +23 |
|  | 5.   | Tottenham         | 32 | 22 | 9  | 5 | 8  | 24 | 23 | +1  |
|  | 6.   | West Ham          | 27 | 22 | 7  | 6 | 9  | 23 | 33 | -10 |
|  | 7.   | Brighton & Hove   | 26 | 22 | 8  | 2 | 12 | 24 | 38 | -14 |
|  | 8.   | Reading           | 25 | 22 | 7  | 4 | 11 | 21 | 40 | -19 |
|  | 9.   | Aston Villa       | 21 | 22 | 6  | 3 | 13 | 13 | 40 | -27 |
|  | 10.  | Everton           | 20 | 22 | 5  | 5 | 12 | 18 | 41 | -23 |
|  | 11.  | Leicester City    | 13 | 22 | 4  | 1 | 17 | 14 | 53 | -39 |
|  | 12.  | Birmingham City   | 11 | 22 | 3  | 2 | 17 | 15 | 51 | -36 |

Legenda:
      Campione d'Inghilterra e ammessa alla UEFA Women's Champions League 2022-2023 dalla seconda fase.
      Ammessa alla UEFA Women's Champions League 2022-2023 dalla seconda fase.
      Ammessa alla UEFA Women's Champions League 2022-2023 dalla prima fase.
      Retrocessa in FA Women's Championship 2022-2023.
Note:
Tre punti a vittoria, uno a pareggio, zero a sconfitta.

## Risultati

### Tabellone
|                   | Ars  | AsV  | Bir  | BHA  | Che  | Eve  | LeC  | MaC  | MaU  | Rea  | Tot  | WeH  |
| ----------------- | ---- | ---- | ---- | ---- | ---- | ---- | ---- | ---- | ---- | ---- | ---- | ---- |
| Arsenal           | –––– | 7-0  | 4-2  | 2-1  | 3-2  | 3-0  | 4-0  | 5-0  | 1-1  | 4-0  | 3-0  | 4-0  |
| Aston Villa       | 0-4  | –––– | 0-1  | 0-1  | 0-1  | 0-1  | 2-1  | 0-3  | 0-0  | 1-1  | 1-2  | 1-2  |
| Birmingham City   | 2-0  | 0-1  | –––– | 0-5  | 0-1  | 0-0  | 1-2  | 2-3  | 0-2  | 0-3  | 0-2  | 0-1  |
| Brighton & Hove   | 0-3  | 0-1  | 1-3  | –––– | 0-0  | 1-1  | 1-0  | 0-6  | 0-2  | 4-1  | 2-1  | 2-0  |
| Chelsea           | 0-0  | 1-0  | 5-0  | 3-1  | –––– | 4-0  | 2-0  | 1-0  | 4-2  | 5-0  | 2-1  | 2-0  |
| Everton           | 0-3  | 0-2  | 3-1  | 0-1  | 0-3  | –––– | 3-2  | 0-4  | 1-1  | 1-2  | 2-2  | 1-1  |
| Leicester City    | 0-5  | 1-2  | 2-0  | 1-0  | 0-9  | 0-1  | –––– | 1-4  | 1-3  | 0-0  | 0-2  | 3-0  |
| Manchester City   | 1-1  | 5-0  | 6-0  | 7-2  | 0-4  | 4-0  | 4-0  | –––– | 1-0  | 2-0  | 1-2  | 0-2  |
| Manchester United | 0-2  | 5-0  | 5-0  | 1-0  | 1-6  | 3-1  | 4-0  | 2-2  | –––– | 2-0  | 3-0  | 3-0  |
| Reading           | 0-4  | 3-0  | 3-2  | 2-0  | 1-0  | 0-3  | 1-0  | 0-4  | 1-3  | –––– | 0-0  | 1-2  |
| Tottenham         | 1-1  | 0-1  | 1-0  | 4-0  | 1-3  | 1-0  | 1-0  | 0-1  | 1-1  | 1-0  | –––– | 1-1  |
| West Ham          | 0-2  | 1-1  | 1-1  | 0-2  | 1-4  | 3-0  | 4-0  | 0-2  | 1-1  | 2-2  | 1-0  | –––– |

## Statistiche

### Classifica marcatrici
Fonte: sito ufficiale.
| Gol |  |  | Giocatore          | Squadra           |
| --- |  |  | ------------------ | ----------------- |
| 20  |  |  | Samantha Kerr      | Chelsea           |
| 14  |  |  | Vivianne Miedema   | Arsenal           |
| 11  |  |  | Bethany Mead       | Arsenal           |
| 10  |  |  | Lauren Hemp        | Manchester City   |
| 9   |  |  | Alessia Russo      | Manchester United |
| 9   |  |  | Khadija Shaw       | Manchester City   |
| 8   |  |  | Bethany England    | Chelsea           |
| 8   |  |  | Leah Galton        | Manchester United |
| 8   |  |  | Georgia Stanway    | Manchester City   |
| 7   |  |  | Guro Reiten        | Chelsea           |
| 7   |  |  | Ella Toone         | Manchester United |
| 6   |  |  | Stina Blackstenius | Arsenal           |
| 6   |  |  | Natasha Dowie      | Reading           |
| 6   |  |  | Jessie Fleming     | Chelsea           |
| 6   |  |  | Pernille Harder    | Chelsea           |
| 6   |  |  | Fran Kirby         | Chelsea           |
| 6   |  |  | Kim Little         | Arsenal           |
| 6   |  |  | Caroline Weir      | Manchester City   |